# Cinnamon Hall
Cinnamon Hall (oficialmente y en inglés Cinnamon Hall (Gov't House)) es una localidad de Trinidad y Tobago, que forma parte de la parroquia de St. Andrew.

## Geografía
La localidad abarca parte de la isla de Tobago y limita al norte y este con Belmont (localidad perteneciente a la parroquia de St. George), al sur con Calder Hall-Friendsfield y al oeste con Mount Grace.

## Demografía
Datos demográficos de la localidad de Cinnamon Hall:
| Gráfica de evolución demográfica de Cinnamon Hall entre 2000 y 2011 |
|                                                                     |